# Иглесиас, Рафаэль (писатель)
Рафаэль Иглесиас (исп. Rafael Yglesias, род. 12 мая 1954, Нью-Йорк, Нью-Йорк) — американский писатель и сценарист, наиболее известный своими романами «Прячущийся Лис», «И все после», «Счастливый брак» и фильмом 1993 года «Бесстрашный», сценарий к которому он создал на основе своего одноимённого романа. Он отец Николаса и Мэтью Иглесиас.

## Карьера
Иглесиас родился в Нью-Йорке в 1954 году в семье писателя и журналиста Хосе Иглесиаса и писательницы Хелен Иглесиас. Он начал писать сценарии в 1980 году. «Бесстрашный» режиссёра Питера Уира с Джеффом Бриджесом в главной роли был хорошо встречен критиками, в итоге Рози Перес была номинирована на премию «Оскар» за лучшую женскую роль второго плана за роль Карлы Родриго. Фильм также был представлен на 44-м Берлинском международном кинофестивале. Макс Кляйн в исполнении Джеффа Бриджеса считается одной из лучших ролей в его карьере. К другим сценариям Иглесиаса относятся «Смерть и девушка» Романа Полански по пьесе Ариэля Дорфмана; «Отверженные» режиссёра Билле Аугуста по роману Виктора Гюго и «Из ада» режиссёров братьев Хьюз по графическому роману Алана Мура и Эдди Кэмпбелла. Его фильм «Тёмная вода» является ремейком одноимённого фильма в жанре J-Horror, снятого Вальтером Саллесом.
Иглесиас обратился к телевизионному сценарию в середине 2000-х, когда вместе со сценаристом Томом Шульманом он адаптировал «Анатомию надежды», научно-популярную книгу Джерома Групмана о психологическом опыте болезни, для HBO. Пилотным проектом руководил Дж. Дж. Абрамс, но сеть отказалась расширять заказ на полный сериал.
С 2014 по 2016 год Иглесиас работал над «Водолеем», созданным Джоном Макнамарой с Дэвидом Духовны в главной роли, и в конечном итоге написал пять эпизодов двухсезонного сериала.

## Романы
- Hide Fox, and All After[12]
- The Work Is Innocent
- The Game Player
- Hot Properties
- Only Children
- The Murderer Next Door
- Fearless
- Dr. Neruda's Cure for Evil
- A Happy Marriage[13][14][15]
- The Wisdom of Perversity[16]
- Fabulous at Fifty